# Agnello Brunelleschi

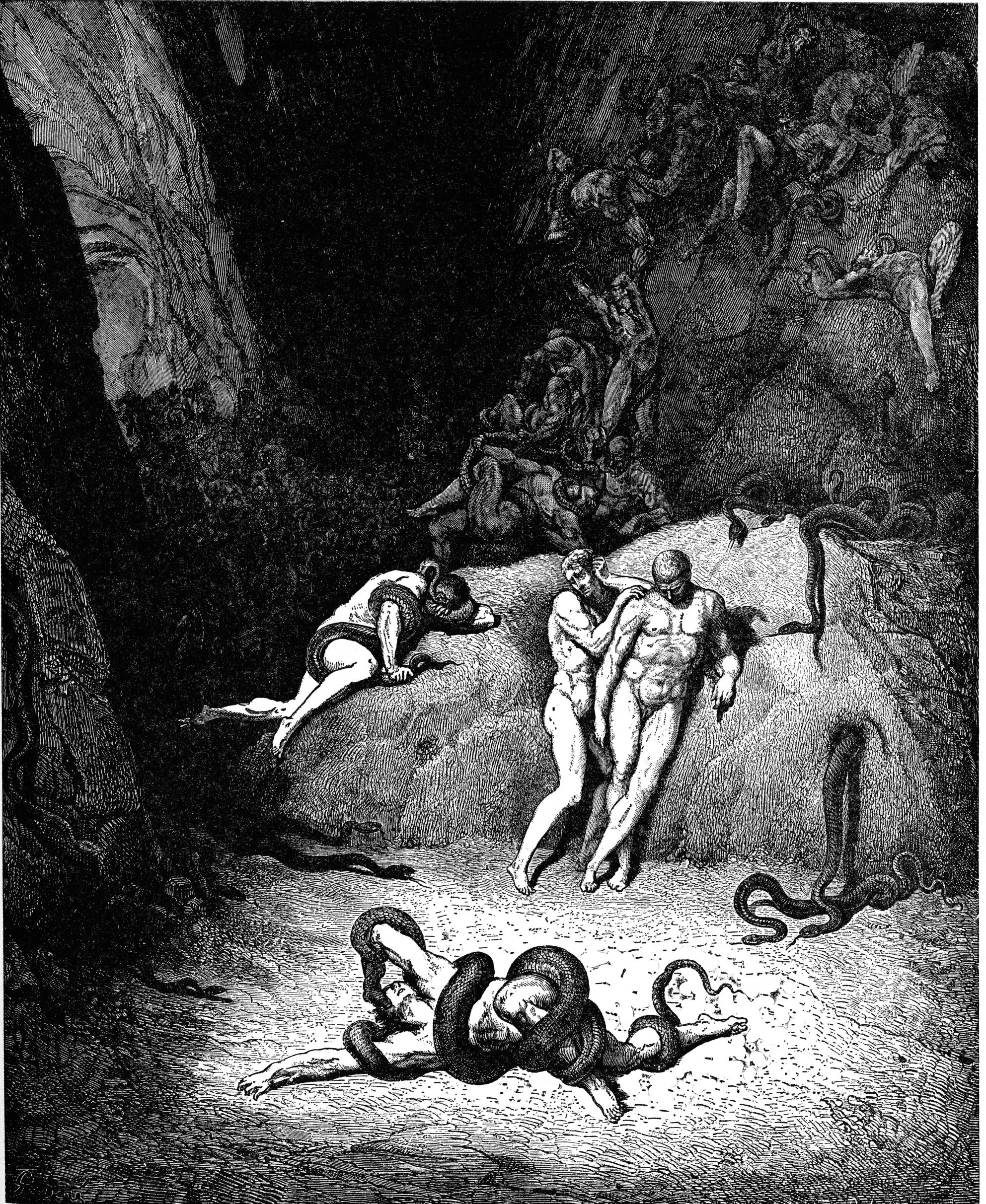
Cant vint i cinquè de l'Infern que mostra la metamorfosi d'Agnel i la serp. Il·lustració de Gustave Doré

Agnello Brunelleschi (... - segle xiii), personatge florentí de la Divina Comèdia, objecte d'una de les metamorfosis que castiguen els lladres assignats al setè fossat. Nomenat per Dante Alighieri sols pel nom, Agnel (Infern XXV v. 68), és identificat pels antics comentaristes amb 'Agnel' o 'Agnello' o 'Agnolo' de la noble família Brunelleschi, gibel·lina. En els desordres de 1300 es va situar al costat dels Blancs primer i després dels Negres. Sembla que Agnello va pujar als primers llocs de l'Ajuntament de Florència i va desviar les rendes a favor seu.
És un dels cinc lladres florentins de la setena fossa, la vista dels quals farà pronunciar a Dante la cèlebre invectiva del cant següent que comença: "Gaudeix, Florència," (Inf. XXVI, v. 1).
Dante el cita com Agnel i l'atenció del poeta se centra totalment en la metamorfosi del condemnat amb un llangardaix (potser el Cianfa que s'esmenta a l'inici de l'episodi?), que l'enllaça amb les seves potes i els dos cossos es fonen en un sol, monstruós que a continuació desapareix d'escena a passos lents.
En el cant no es fa cap menció biogràfica o a la causa de per què Agnel es troba a la fossa dels lladres. Els primers comentaristes que l'identifiquen amb el personatge de la noble família Brunelleschi; informen que hauria sigut un lladre des de la infància, que va començar furgant en la borsa del pare i de la mare, o bé forçant la caixa de la botiga paterna; ja de més gran, es va dedicar als comerços, on es presentava sovint vestit com un vell captaire amb una barba falsa, per enganyar amb el seu aspecte. Alguns han volgut veure en aquest transformisme de l'aparença, una analogia amb el que li succeeix a l'infern, però les dades de què es disposa, són massa exigües per poder avaluar la hipòtesi de manera definitiva.